# Tóth József (labdarúgó, 1959)
Tóth József (1959 –) labdarúgó, hátvéd.

## Pályafutása
A Csepel csapatában mutatkozott be az élvonalban 1979. május 23-án a Székesfehérvári MÁV Előre ellen, ahol csapata 1–0-s vereséget szenvedett. Az 1979–80-as idényben a Tatabányai Bányászban szerepelt. Tíz bajnoki mérkőzésen egy gólt szerzett.
1982 és 1985 között három és fél idényen át a Bp. Honvéd játékosa volt. Három bajnoki címet és egy magyar kupa-győzelmet szerzett a csapattal. Nem tartozott a meghatározó játékosok közé. 1986 tavaszán a Bp. Volán együttesében szerepelt. Utolsó élvonalbeli mérkőzésén a Csepeltől 3–0-ra kikapott csapata.

## Sikerei, díjai
- Magyar bajnokság
  - bajnok: 1983–84, 1984–85, 1985–86
  - 3.: 1982–83
- Magyar kupa (MNK)
  - győztes: 1985
  - döntős: 1983